# جون كامبل (مغن مؤلف)
جون كامبل (بالإنجليزية: Jon Campbell)‏ هو مغن مؤلف بريطاني، ولد في 10 أكتوبر 1970 في Dennistoun ‏ في المملكة المتحدة.